# Брыков, Виктор Николаевич
Виктор Николаевич Брыков (23 сентября 1937 — 25 января 2001) — советский хоккейный вратарь. Выступал за московский «Локомотив» в высшем дивизионе СССР в течение двенадцати сезонов (1955/56 — 1966/67).
По данным sports.ru, провёл более 200 матчей в чемпионатах СССР.
Бронзовый призёр чемпионата СССР 1960/61 (в этом первенстве, по неполным данным, — 11 игр, 26 пропущенных шайб).
Играл за вторую сборную СССР (матчи против сборных США и Польши, против ряда чехословацких команд).